# Puerto Pichón
Puerto Pichón (en inglés: Cygnet Harbour) es una bahía ubicada en la costa oeste de la isla Soledad, en las islas Malvinas. Se encuentra en el estrecho de San Carlos, entre el Rincón Ruana, al sur, y el Rincón de San Martín, al norte. Los islotes Tyssen y el asentamiento de Mariquita se hallan cerca.